# Keseneng (Mojotengah)
Keseneng is een bestuurslaag in het regentschap Wonosobo van de provincie Midden-Java, Indonesië. Keseneng telt 1891 inwoners (volkstelling 2010).